# Minicoy
Minicoy (dhivehi: މަލިކު; helyi nevén Maliku) egy az Indiai-óceán északi részén lévő atoll, India Laksadíva szövetségi területének része a Laccadive-tengeren, ami az óceán egyik peremtengere. A 10,6 km hosszú, 820 m széles Minicoy (Maliku) sziget teszi ki az atoll keleti és déli részét egy 30,6 km² felületű lagúnát közrefogva. Ez a sziget teszi ki az atoll területének 99%-át, annak 439 hektáros területéből 437 tartozik hozzá. Az atoll másik szigete az 1,5 hektár nagyságú Viringili, ami a fő sziget délnyugati csücskétől 650 méterre helyezkedik. Az atollt a 200 km széles Kilenc-fok-csatorna választja el a Laccadive-szigetektől, míg a Maldív-szigetektől 130 km-re fekszik északi irányban. A 2007. január 1-ei népszámlálás szerint a lakossága 10 200 fő.
Minicoy ismertetőjele egy több mint 90 méter magas, 1885-ben a britek által emelt világítótorony.

## Lakossága és kultúrája
Minicoy erős kulturális kapcsolatokat ápol a Maldív-szigetekkel és ebben különbözik a Laksadíva (Lakshadweep) többi szigetétől, melyek kulturálisan Kerala tagállamhoz kötődnek. Ez megmutatkozik például a településszerkezetben: a malikunok (malikuk?) néven ismert helyi lakosok tíz egymás mellett lévő faluban élnek, míg a Laccadive-szigeteken és az Amindive-szigeteken a telkek az adott szigeteken egyenletesen oszlanak el.
A kizárólag muzulmán vallású lakosság a délre lévő Maldív-szigeteken használatos mahl nyelvet beszéli, ami az indoárja nyelvekhez tartozó dhivehi nyelv (maldív nyelv) egy dialektusa, és amit a thaana-írással vetnek papírra. A dialektus nevének eredete egy anekdota szerint egy tévedésre vezethető vissza. Eszerint egy brit hivatalnok egykor megkérdezte az egyik helyi lakost, hogy milyen nyelvet beszél, mire azt a választ kapta, hogy „Mahaldibu ge bas” („a maldívok nyelvén”), amit a hivatalnok tévesen úgy értelmezett, hogy „Mahal a sziget nyelve”, és ezt jegyezte fel magának.

## Falvak
Minicoy adminisztrációja 11 falut tart számon, melyeket az Avah vagy Athiri szavakkal illetnek. Mindegyik falu élén egy Moopan áll. A Baemeduként ismert falugyűlésekre a village house-ban (faluházán) kerül sor. A falvak a sziget északkeleti egyharmad részén találhatók és a műholdképeken egyetlen összenőtt településnek tűnnek, melyek között nincs határ vagy szabad, be nem épített terület.
A beépített terület a nyugati partja mentén van, mely a lagúna felé néz, habár minden falu területe a maximálisan 760 méterre lévő keleti partig nyúlik, ahol a nyílt óceán határolja. A nagyobb részét kitevő déli és délnyugati részét a szigetnek, a South Bandaramot, melyet olykor a sziget tizenegyedik falujaként emlegetnek, folyamatosan csak 15 fő (két család) lakja és főként kókuszpálmaültetvények találhatók itt.
A nagyjából 3,6 km hosszú és 50-100 méter széles északi, lakatlan nyúlvány, a Kodi Point nincs elhatárolva a legészakibb falutól, Kendiparty-tól. Egyes helyeken mégis külön területként sorolják és néha külön névvel is jelölik (north Pandaram). Ez a terület korábban egy leprás kolóniának adott otthont.
| Észak→ →Dél | Falu                   | Lakosságszám 2005 | Helyzete                  |
| ----------- | ---------------------- | ----------------- | ------------------------- |
| 1           | Kendiparty             | 217               | 8°17′39.6″ É 73°3′49.4″ K |
| 2           | Falessery (Pallessery) | 651               | 8°17'30" É 73°3'43" K     |
| 3           | Kudehi                 | 421               | 8°17'24" É 73°3'43" K     |
| 4           | Funhilol               | 434               | 8°17'22" É 73°3'42" K     |
| 5           | Aloodi                 | 290               | 8°17'20" É 73°3'39" K     |
| 6           | Sedivalu               | 389               | 8°17′14.4″ É 73°3′46.7″ K |
| 7           | Rammedu                | 392               | 8°17'17" É 73°3'36" K     |
| 8           | Boduathiri             | 495               | 8°17'14" É 73°3'32" K     |
| 9           | Aoumagu                | 738               | 8°17′11.6″ É 73°3′35.9″ K |
| 10          | Bada                   | 1070              | 8°17′06″ É 73°3′30″ K     |
| 11          | New Boduathiri         | 700               | 8°16'56" É 73°3'24" K     |
|             | Minicoy                | 5112              |                           |

Eredetileg csak nyolc falu volt a szigeten, a kilencedik, Bada nevű falut 1920-ban Aoumaguból kitagolva hozták létre. A tizedik, Kendiparty nevű falut 1965-ben alapították a Fallassery nevű faluból való kiválással. 1977 óta van egy tizenegyedik falu is, New Boduthiri, mely Boduathiriből kiválva jött létre.

## Története
A sziget nagyjából 1500-ig a Maldív Királyság része volt, melynek királya 1153-ban felvette a muzulmán vallást. Ezt követően az eddig buddhista szigetcsoport Minicoy-jal együtt iszlamizálódott. Mikor a muzulmán utazó, Ibn Battúta 1346-ban felkereste a Maldív-szigeteket, már annak minden lakója muzulmán volt.
1500 körül Minicoy az Ali radzsák, egy szintén muzulmán dinasztia uralma alá került, mely Kannúrban (régebbi angol írásforma szerint: Cannanore) székelt. Az uralkodóváltás pontos időpontja és körülményei ismeretlenek. A 16. század közepén Muhammad Thakurufaanu Al-Azam maldív nemzeti hős a szigetet bázisul használta a portugál hatásra a kereszténységre áttérő maldív szultánnal szemben folytatott harcában.
Hivatalosan a sziget 1905-ig Kannúrhoz tartozott, majd ezután Bibi rádzsa átadta a briteknek. Ténylegesen azonban már a 19. század közepe óta brit főség alatt állt.
Az első világháború idején a német Emden kiscirkáló 1914 őszén két sikeres portyázást hajtott végre Minicoy közelében, kihasználva azt, hogy az Áden-Colombo kereskedelmi (és ezzel a Földközi-tengert a Távol-Kelettel és Ausztráliával összekötő) útvonal az észak-dél irányú korallzátonyok között lévő sziget közelében haladt el. A két portyát angolul First Minikoi Raid és Second Minikoi Raid névvel illették.
1956-ban, kilenc évvel a brit gyarmati uralom után Minicoy egy népszavazás során az India melletti maradást választotta, így a Laccadive- és Amindive-szigetekkel együtt egy szövetségi területnek része lett, melyet 1973-tól hivatalosan Laksadívának neveznek.
Minicoy miatt 1983-ban diplomáciai összetűzés volt India és a Maldív-szigetek között, miután a maldív elnök testvére a Maldív-szigetek igényét hangsúlyozta a szigetre egy nyilvános beszédében.

## Fordítás
- Ez a szócikk részben vagy egészben  a   Minicoy című német Wikipédia-szócikk ezen változatának fordításán alapul.  Az eredeti cikk szerkesztőit annak laptörténete sorolja fel. Ez a jelzés csupán a megfogalmazás eredetét és a szerzői jogokat jelzi, nem szolgál a cikkben szereplő információk forrásmegjelöléseként.

## Linkek
- Minicoy térképe